# Wybory gubernatorskie w Stanach Zjednoczonych w 2019 roku
Wybory gubernatorskie w Stanach Zjednoczonych w 2019 roku – wybory, które odbyły się 5 listopada 2019 w stanach Kentucky i Missisipi oraz 16 listopada 2019 w stanie Luizjana. W ich wyniku wybrano nowych gubernatorów Kentucky i Missisipi, a dotychczasowy gubernator Luizjany uzyskał reelekcję. 
Dwóch wybranych gubernatorów należało Partii Demokratycznej (D), a jeden z Partii Republikańskiej (R). Dotychczasowy gubernator Missisipi Phil Bryant (R) nie ubiegał się o reelekcję z powodu limitu kadencji, gubernator Luizjany John Bel Edwards (D) uzyskał reelekcję, a gubernator Kentucky Matt Bevin (R) ubiegał się o reelekcję bez powodzenia. 

## Kentucky
Wybory gubernatorskie w Kentucky odbyły się 5 listopada 2019. Głównymi kandydatami byli dotychczasowy gubernator Kentucky Matt Bevin, ubiegający się o reelekcję, i dotychczasowy stanowy prokurator generalny Andy Beshear z Partii Demokratycznej. Bevin nie nominował swojej dotychczasowej zastępczyni Jenean Hampton do ubiegania się o reelekcję. Frekwencja wynosiła 42,16%. Było 3 451 537 zarejestrowanych wyborców i zostało oddanych 1 455 161 głosów.
|                                           | Kandydat     | Kandydat           | Partia polityczna     | Liczba głosów | %     |
| na gubernatora                            | na zastępcę  |                    | Partia polityczna     | Liczba głosów | %     |
| ----------------------------------------- | ------------ | ------------------ | --------------------- | ------------- | ----- |
|                                           | Andy Beshear | Ralph Alvarado     | Partia Demokratyczna  | 709 577       | 49,19 |
|                                           | Matt Bevin   | Jacqueline Coleman | Partia Republikańska  | 704 388       | 48,83 |
|                                           | John Hicks   | Ann Cormican       | Partia Libertariańska | 28 425        | 1,97  |
| Źródło: Kentucky State Board of Elections |              |                    |                       |               |       |

## Luizjana
Wybory gubernatorskie w Luizjanie odbyły się 16 listopada 2019. Dotychczasowy gubernator Louisiany John Bel Edwards z Partii Demokratycznej uzyskał reelekcję. Jego głównym przeciwnikiem był członek Partii Republikańskiej Eddie Rispone.
| Kandydat            | Kandydat         | Partia polityczna    | Liczba głosów | %     |
| ------------------- | ---------------- | -------------------- | ------------- | ----- |
|                     | John Bel Edwards | Partia Demokratyczna | 774 469       | 51,34 |
|                     | Eddie Rispone    | Partia Republikańska | 734 128       | 48,66 |
| Źródło: Voter Portl |                  |                      |               |       |

## Mississippi
Wybory gubernatorskie w Mississippi odbyły się 5 listopada 2019. Dotychczasowy gubernator Phil Bryant nie kandydował z powodu limitu kadencji. Głównymi kandydatami na gubernatora byli dotychczasowy zastępca gubernatora Missisipi Tate Reeves z Partii Republikańskiej i stanowy prokurator generalny Jim Hood z Partii Demokratycznej.

### Wybory gubernatorskie
| Kandydat                   | Kandydat          | Partia polityczna    | Liczba głosów | %     |
| -------------------------- | ----------------- | -------------------- | ------------- | ----- |
|                            | Tate Reeves       | Partia Republikańska | 449 746       | 52,14 |
|                            | Jim Hood          | Partia Demokratyczna | 402 080       | 46,61 |
|                            | David Singletary  | niezależny           | 8 249         | 0,96  |
|                            | Bob Hickingbottom | Partia Konstytucyjna | 2 534         | 0,29  |
| Źródło: The New York Times |                   |                      |               |       |

### Wybory zastępcy gubernatora
| Kandydat                   | Kandydat         | Partia polityczna    | Liczba głosów | %     |
| -------------------------- | ---------------- | -------------------- | ------------- | ----- |
|                            | Delbert Hosemann | Partia Republikańska | 512 899       | 60,20 |
|                            | Jay Hughes       | Partia Demokratyczna | 339 116       | 39,80 |
| Źródło: The New York Times |                  |                      |               |       |